# Cinco de Mayo, Guasave
Cinco de Mayo är en ort i Mexiko.   Den ligger i kommunen Guasave och delstaten Sinaloa, i den västra delen av landet, 1 200 km nordväst om huvudstaden Mexico City. Cinco de Mayo ligger 19 meter över havet och antalet invånare är 540.
Terrängen runt Cinco de Mayo är mycket platt. Runt Cinco de Mayo är det ganska tätbefolkat, med 100 invånare per kvadratkilometer. Närmaste större samhälle är Leyva Solano, 6,2 km nordväst om Cinco de Mayo. Trakten runt Cinco de Mayo består till största delen av jordbruksmark.